# Chiefland
Chiefland è una città degli Stati Uniti d'America situata in Florida, nella Contea di Levy.